# 京都府道241号向島宇治線
京都府道241号向島宇治線（きょうとふどう241ごう むかいじまうじせん）は、京都府京都市伏見区から宇治市に至る一般府道である。

## 概要
京都市伏見区向島橋詰町から宇治市宇治に至る。
観月橋から宇治橋に至る宇治川の左岸堤防を道路として利用している。約6 kmの長さを持つこの路線は京都市内から宇治橋への最短道路で、抜け道としてよく利用される。起終点と京都府道245号黄檗停車場線と交差する隠元橋西詰以外には信号機がないうえ、起点付近には学校やマンション、終点付近では宇治公民館（宇治市民会館）があるだけで人の出入りの多い施設がないので、この路線近辺の道路と比較すると流れがよい。このことから、非公式なあだ名ではあるが「宇治川バイパス」とも呼ばれる。
京都市内の区間では民家が並んでいる。対して宇治市内の区間は工場が建ち並んでいる。この路線を終点に向けて進むときは宇治川の景観を楽しむことができる。
宇治市内の区間は2車線が確保された通りやすい道なのに対して、京都市内の区間は狭くなったり広くなったりしてやや通りにくい。最大幅の規制標識は掲出されていないが、ダンプカーや観光バスでは離合しにくい箇所がある。京都市内の区間のほとんどと、宇治市内区間の一部にはガードレールの設けられていない区間があるため、特に夜間は転落しやすい。
宇治市内の区間では制限速度は40 km/hとなっているが、実際は60 km/h程度、時間帯によっては80 km/h程度で流れている。この区間は、上流に位置する天ヶ瀬ダムの放流による影響を強く受けるため、定期的に監視用の車両が巡回している。この車両は20 km/h程度で走行するため、交通を阻害する前に自ら路肩に退避して後続車を先行させている。ダムの放流開始時にはサイレンが吹鳴され、この路線上で聞くことができる。

### 路線データ
- 起点：京都市伏見区向島橋詰町（観月橋東詰交差点、国道24号交点）
- 終点：宇治市宇治（京都府道15号宇治淀線交点）

## 路線状況

### バイパス
5つの府道と1つの市道が集まる宇治橋西詰周辺の交通渋滞の緩和などを目的として、2014年（平成26年）度に事業着手。終点の宇治橋西詰から京都府道15号宇治淀線を西へ約170 mの位置に新たな交差点を設け、JR西日本奈良線と立体交差（アンダーパス）するバイパス道路（約290 m）が、2020年（令和2年）10月5日暫定開通。2024年（令和6年）3月15日に全面開通。総事業費29億円。

## 地理

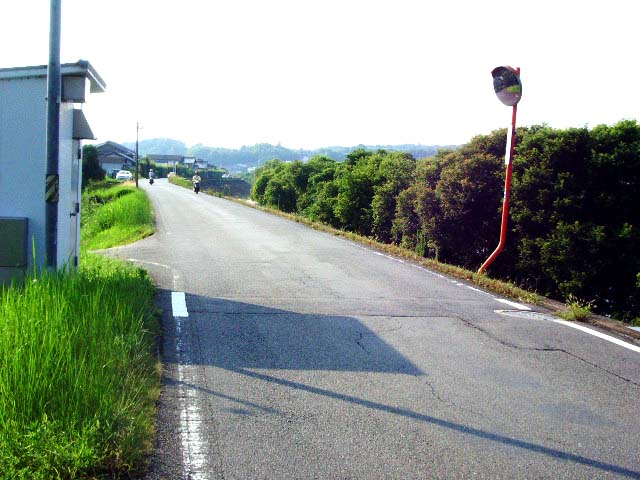
京都府道241号 京都市内区間

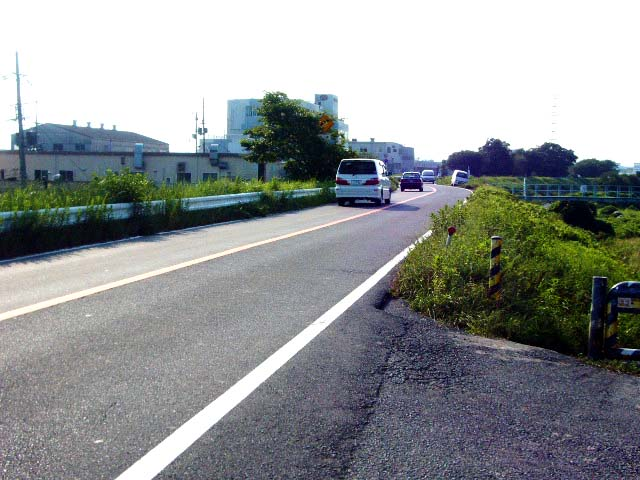
京都府道241号 宇治市内区間

### 通過する自治体
- 京都府
  - 京都市（伏見区） - 宇治市

### 交差する道路
| 交差する道路              | 市町村名 | 市町村名 | 交差する場所 | 交差する場所            |
| ------------------------- | -------- | -------- | ------------ | ----------------------- |
| 国道24号 / 奈良街道       | 京都市   | 伏見区   | 向島橋詰町   | 観月橋東詰交差点 / 起点 |
| 京都府道245号黄檗停車場線 | 宇治市   | 宇治市   | 槇島町       |                         |
| 京都府道15号宇治淀線      | 宇治市   | 宇治市   | 宇治         | 終点                    |

### 交差する鉄道
- 奈良線

### 沿線
- 京阪宇治線
  - 観月橋駅 - 宇治駅
- 京都市立向島小学校
- 京都市立向島東中学校
- ユニチカ 宇治工場
- 宇治公民館（市民会館） - 2018年（平成30年）3月閉館
- 宇治橋
- 宇治橋郵便局 - パイパス工事に伴い2023年（令和5年）5月、京都府道248号平等院線沿いに移転